# (29214) Apitzsch
(29214) Apitzsch – planetoida z pasa głównego asteroid okrążająca Słońce w ciągu 4 lat i 321 dni w średniej odległości 2,88 j.a. Została odkryta 2 października 1991 roku w Obserwatorium Karla Schwarzschilda w Tautenburgu przez Lutza Schmadela i Freimuta Börngena. Nazwa planetoidy pochodzi od Rolfa Apitzscha (ur. 1943), niemieckiego astronoma amatora. Została zaproponowana przez Lutza Schmadela. Przed nadaniem nazwy planetoida nosiła oznaczenie tymczasowe (29214) 1991 TL6.